# スコモローフ

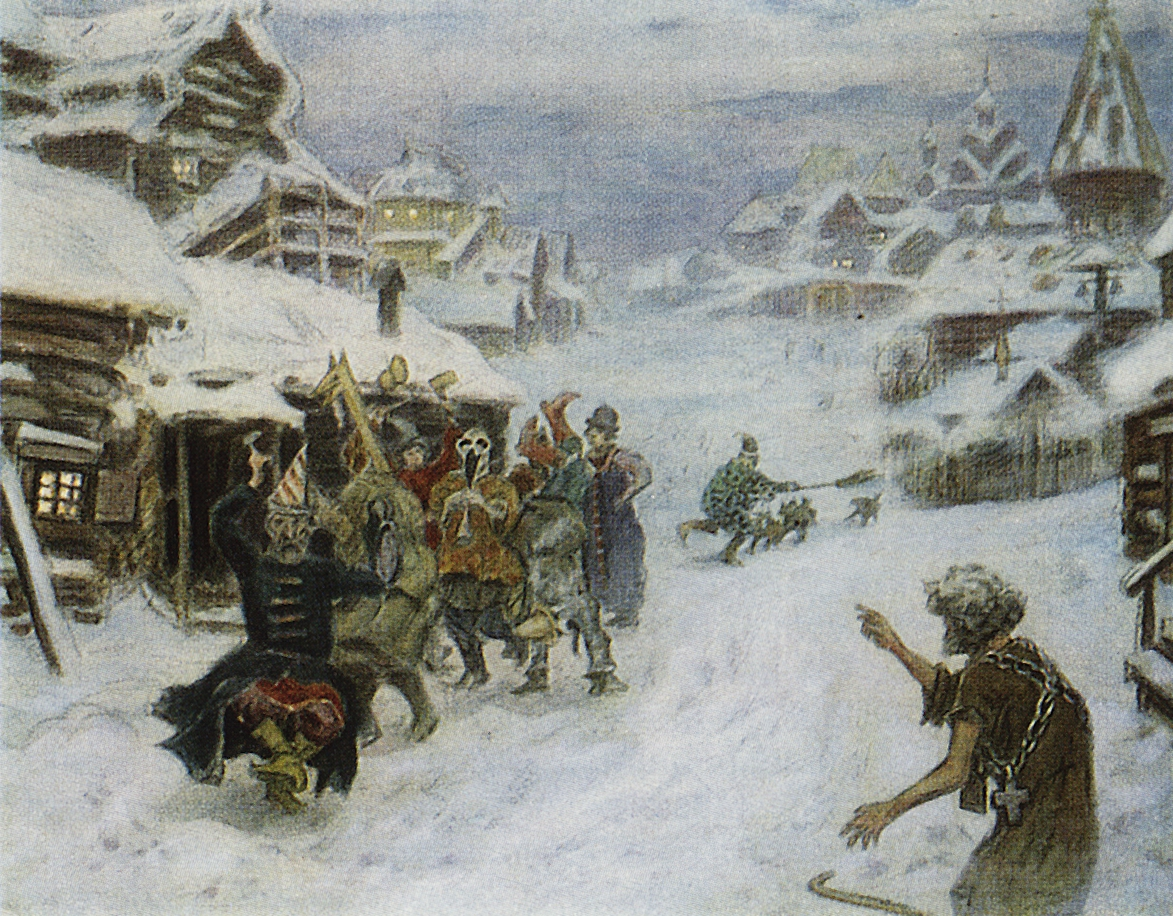
ヴィクトル・ヴァスネツォフ画による「スコモローフ」（1904年）

スコモローフ（ロシア語: Скоморох）は、中世ロシアで活動した芸能人の呼び名である。複数形でスコモローヒ（Скоморохи）とも。日本語での翻訳として「放浪芸人」、「漂泊楽師」などがある。 

## 概要
およそ11世紀から17世紀にかけて、ロシアの民衆の宴会や婚礼（婚配機密）、埋葬式などの際に歌や舞踊、楽器演奏、人形劇などの芸によって娯楽を提供したのがスコモローフである。これらによってスコモローフは、伝統的な民衆劇や儀礼をはじめとしたロシアの民俗に決定的な役割を果たした。
とりわけ音楽面においては、スコモローフは古代から中世にかけてのロシア歌唱芸術の中心的な担い手であった。彼らが伝承し民衆の中でその血肉となった民族音楽は、近代・現代のロシア芸術音楽の最大の源泉となった。また、スコモローフはロシアの口承叙事詩ブィリーナの作者かつ語り手であったとも考えられている。
スコモローフは18世紀以降衰退したが、彼らの民俗・文化は、例えば見世物小屋の呼び込みや大道芸、サーカスなど後世の都市フォークロア、あるいは都市の下層民や職人のもたらす文化へとつながっている。ベラルーシやスモレンスク地方では、現在でもフォーク・ヴァイオリン弾きをスコモローフと呼ぶ。

## スコモローフの歴史

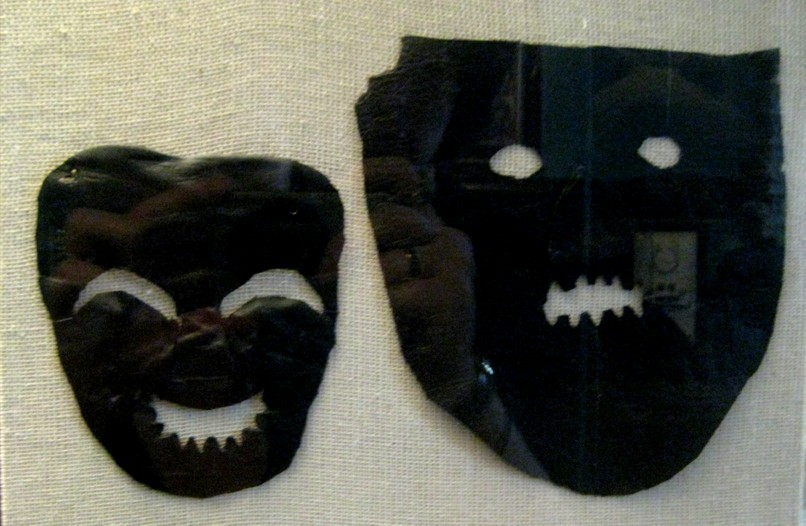
スコモローフが使用した面（革製、12 - 13世紀ごろ）

### 成り立ち
11世紀に建設されたキエフの聖ソフィア大聖堂に6人の楽師たちを描いた壁画があり、スコモローフを描いたものとしては最も古いものである。聖堂内の絵であることから、彼らはビザンチン文化の流入に伴って移ってきたギリシャ系の芸人ではないかとする説が有力である。一方で、キリスト教以前のロシアで宗教的儀礼を司ったのがスコモローフの前身だともいわれている。このことから、スコモローフの音楽は、古代スラヴ人の民族的な歌謡をもとにしつつ、ビザンチンの正教奉神礼の影響を受けながら発展したと考えられている。
「スコモローフ」の呼び名は、ロシア語文献では原初年代記の1068年の記述に現れている。古代スラヴ文献の中では、10世紀にブルガリアで用いられたのが最初と見られる。この呼び名は13世紀末までは広く用いられておらず、彼らの個々の芸に相当する「踊り手」、「笛吹き」、「ひょうきん者」、「俳優」、「おふざけ屋」、「遍歴楽師」などといった表現が並行して使われていた。「スコモローフ」が定着したのは16 - 17世紀とされる。なお、「スコモローフ」の語源そのものは不明である。現代ロシア語の辞書で「スコモローフ」は吟遊詩人あるいは放浪芸人をさすとされるが、後述するように、実際には都市に定住するスコモローフもいた。
11 - 13世紀ごろのロシア社会では、異教的な色彩を帯びた遊興・宴会・婚礼などが普及しており、スコモローフはこうした祝祭の場に歌舞や演技者として加わった。例えば、結婚式にスコモローフが招かれたのは、歌や踊りで陽気な気分を盛り上げるためだけではなく、彼らの演奏や演技が魔力を持ち、結婚に悪意を抱く者の「邪視」などの妨害から新郎新婦を守ると信じられたからである。
このように、スコモローフは異教的な世界観の体現者であったため、ロシア正教会からは敵視され、「悪魔の使い」として排斥を受けた。

### 活動盛期

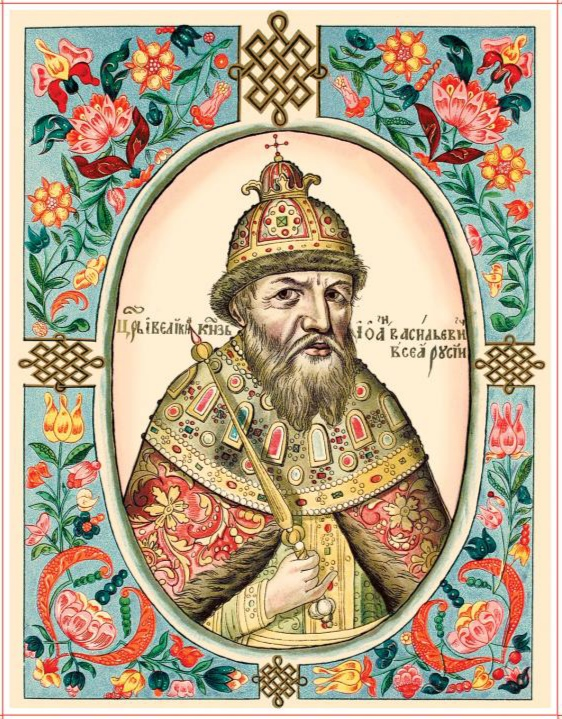
スコモローフを呼び寄せたイヴァン4世

スコモローフは社会的には多様な民衆層からなっていた。その多くは無宿の漂泊者であり、演奏や演技を生業として町や村を転々とした。一方で都市に定住する者もあり、別に生計を立てながら楽師を務めて副収入を得る者や、単に道楽として興じる者もあった。
初期には、主として諸侯・貴族の宮殿や屋敷で養われて演技していたスコモローフは、数を増すとともに活動範囲を広げ、民衆や農民に近づいていった。彼らは、民衆の娯楽の集いや商業都市の広場、同業者仲間の宴会、身内の集まりなどの場で芸を披露するようになった。
13世紀から15世紀にかけての「タタールのくびき」の時代にモンゴル軍の襲撃を受けなかったノヴゴロドでは、スコモローフの芸術水準はとくに高まった。
ノヴゴロドでは、教会がスコモローフに対して比較的寛容な立場を取り、キエフ・ルーシやモスクワ・ルーシに見られたような厳しい弾圧を加えなかったこともあって、暴露的な風刺文学のジャンルも発達した。こうしたなかで、『鳴れ、私のヴォリンカ』、『ヴィヴァーロ』といった音楽風刺の文献が見つかっている。

### 弾圧

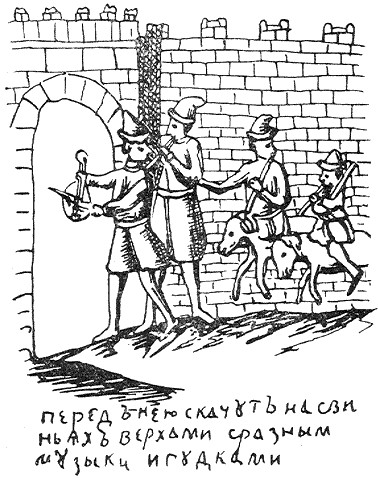
ルボークに見られる18世紀ロシアのスコモローフ

17世紀に入ると、ロシアでは農奴制が完成するとともに都市を中心とした貨幣経済の浸透が始まった。社会的矛盾の拡大と封建的な圧政から、たびたび民衆蜂起が起きるようになると、スコモローフはこれに直接関わった。旅のスコモローフ一座の中には、強盗に早変わりする者もあった。スコモローフの芸もまた、一般大衆の支持を受けるために次第に風刺的な内容が増えていき、聖職者や権力者を面白おかしく採り上げるようになったことで、教会に加えてツァーリや貴族からの迫害も招いた。
ロシア正教会の攻勢は強まり、政権に対してスコモローフのいっそうの弾圧を求めるようになった。のちに古儀式派の指導者となった長司祭アヴァクーム（1621年? - 1682年）は、自伝で次のように述べている。
「ひたすらハリストス（キリスト）の教えを守る者として、私はスコモローフを追い払ったことがある。ただひとり野原で大勢の者どもから道化の仮面や太鼓を取り上げてこれを破り捨て、二頭の大熊も奪い取った。」
また、1630年代にロシアを訪れたドイツ人外交官アダム・オレアリウス（en:Adam Olearius, 1603年 - 1671年）の旅行記には、次の描写がある。
「ロシア人は教会の外ならどこでも音楽を好んでいる……けれども現在の総主教は酒場や街頭などであらゆる種類の放埒と猥褻な歌のために音楽が利用されていると見なし、すべての楽師に演奏を禁じ、楽器を破壊するように命じた。かき集められモスクワ川の向こうで焼き捨てられた楽器が馬車で五台分もあった」

### 衰退

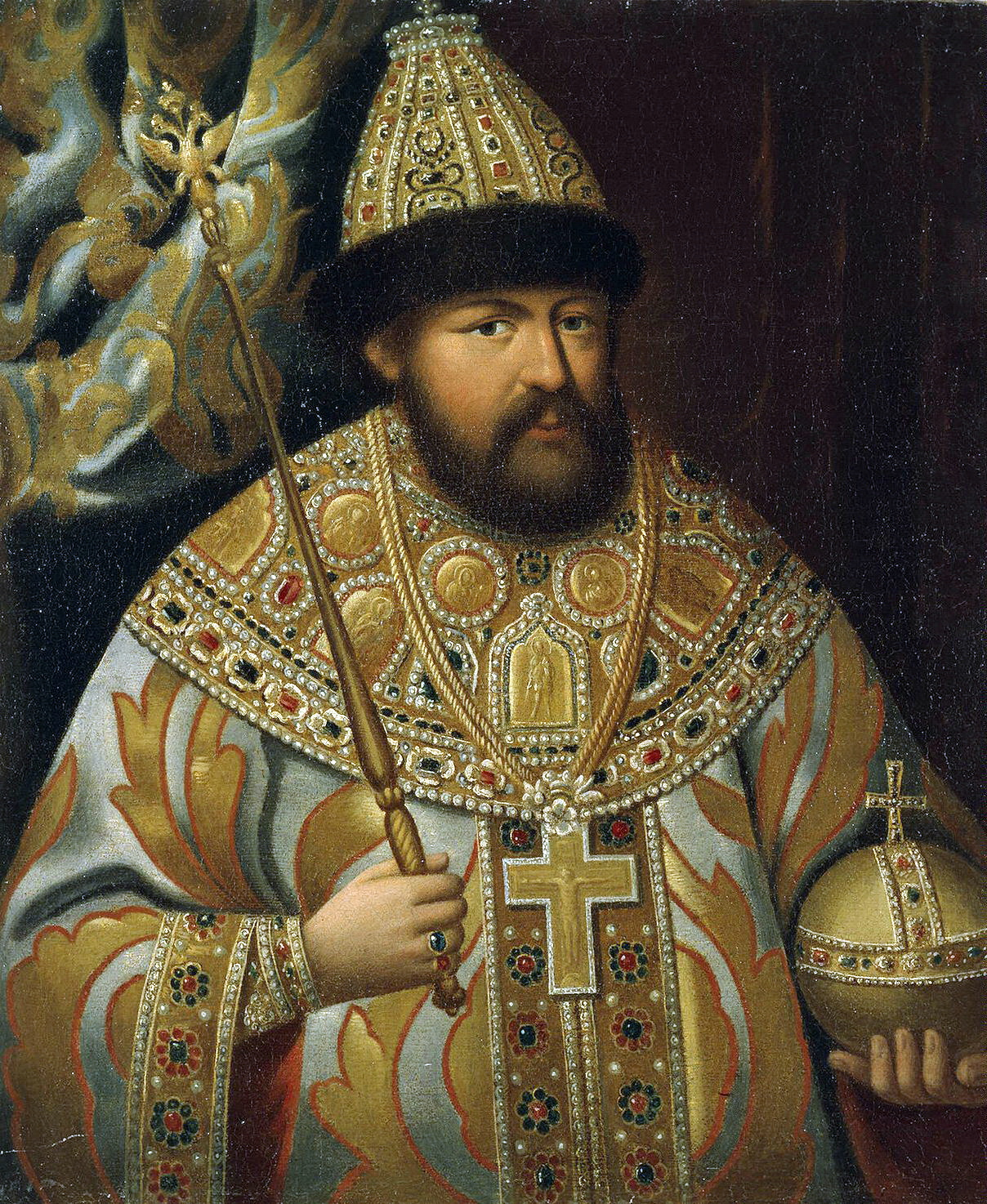
スコモローフを弾圧したアレクセイ・ミハイロヴィチ（モスクワ大公）

1648年、モスクワ大公アレクセイの勅令「モラルの匡正と迷信の根絶について」によって、スコモローフの演技や楽器演奏が禁止された。法的基盤を失ったスコモローフはロシアの中央地域から追放され、ウラル、シベリア、ヴォルガ川の中下流の左岸など辺境の地に移り住んだ。
都会を追われ、あるいは追及を逃れて地方へ向かったスコモローフも、地方では演技を生業としていくことは困難であり、楽器演奏家や民衆劇の役者として一部が残ったほかはやがて姿を消していった。このような過程で、ブィリーナがスコモローフから地方の農民などに伝えられて残ったのではないかと推定されている。
とはいえ、その後も各種史料にスコモローフの名は登場し、18世紀に活動したスコモローフとされるキルシャ・ダニーロフの曲集が出版されたのは、19世紀に入ってのことである（「音楽」の節参照）。スコモローフ衰退の要因として、直接的には政権や教会の弾圧が挙げられるものの、むしろ決定的だったのは、都市に劇場を建てさせた時代の流れといえる。
すでに触れたように、商品の流通と都市の発展・近代化に伴って、商人や下層聖職者、一般市民が影響力を持つようになり、芸術分野においてもその題材は教会的なものから世俗的なものへと転換していった。新しく生まれたコミュニケーションによって、それ以前の語り手・演技者と民衆の関係もまた打破されていったのである。活字以前の時代の文化の担い手であったスコモローフが17世紀を境として急激に歴史の表層から姿を消した背景には、中世から近世への転換があった。
古代スラヴ人の異教崇拝の奥底で生まれたスコモローフの音楽は、17世紀末になって生活機構の社会的な変化と結びつき、その結果、内容も形態も一新されたのである。

## スコモローフの芸能

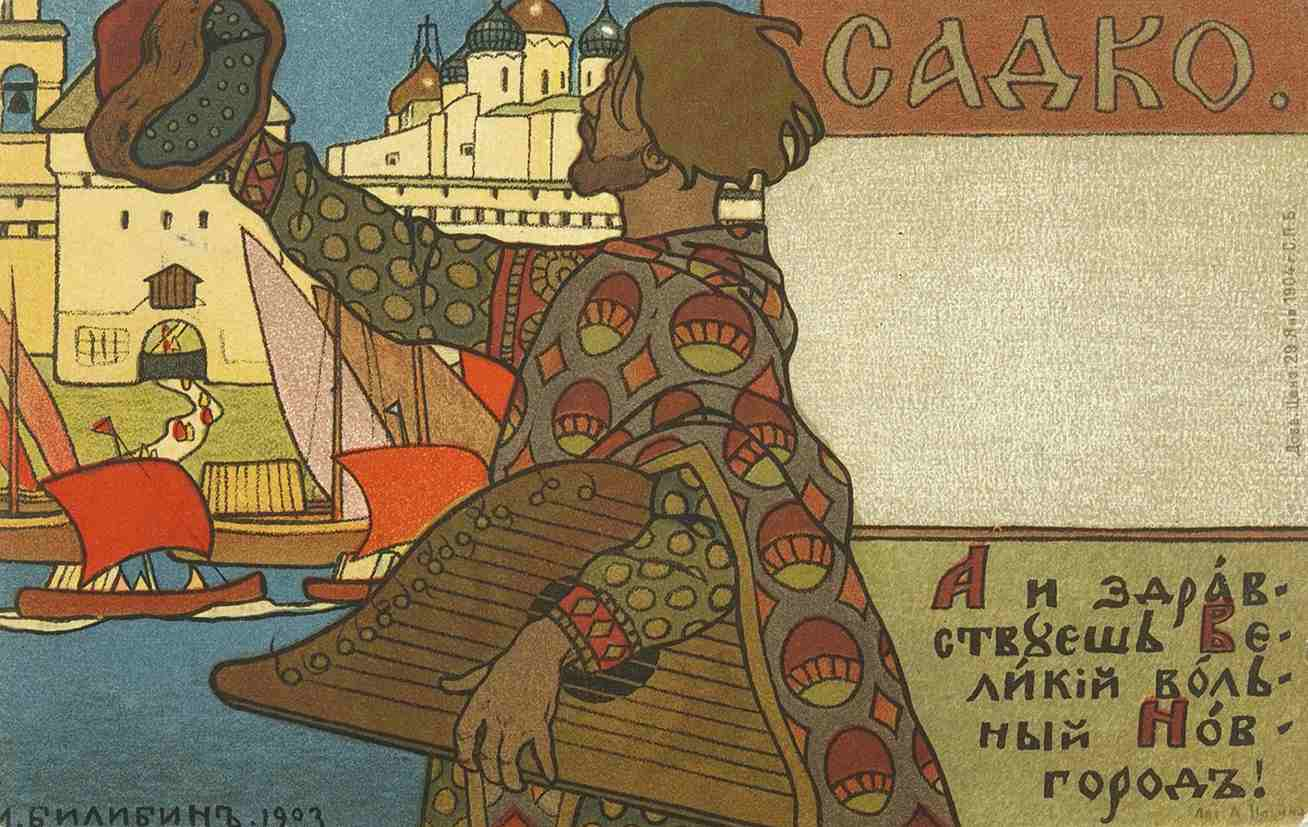
（兜型）グースリを携えたサトコ（イヴァン・ビリビン画、1903年）

スコモローフの仲間には楽師、歌手、踊り手のほか、語り手、奇術師、アクロバット、動物調教師、喜劇役者たちもいた。漂泊楽師たちはロシアの各地をさまよいつつ自分たちの芸術を広め、土地や公園のさまざまな民族的な創造を吸収して歩いた。
ロシアの口承叙事詩ブィリーナの研究家たちに広く支持されている説が、スコモローフがブィリーナを語っていたというものである。ブィリーナの中で、スコモローフはしばしば重要な役割を果たしている。例えば、キエフの勇士ドブルィニャ・ニキーティチはスコモローフの扮装をして戦いの話を語り、ノヴゴロドの商人サトコは流しのスコモローフである。これらの場面においては、楽器グースリがスコモローフのトレードマークとして使用される。

### 音楽
スコモローフの音楽は、古代スラヴ人の宗教儀式や民族的歌謡から生まれ、11世紀ごろからはビザンチンの正教奉神礼の影響を受けながら発展したと考えられている>。
16世紀には、モスクワに娯楽宮殿が造られ、才能あるスコモローフの音楽家や作家が招かれた。楽師たちによって多くの楽器が作られ、改良され、アンサンブル演奏が育った（「スコモローフの楽器」の節参照）。
1818年、キルシャ・ダニーロフの『古代ロシア詩集』が出版された。ダニーロフは、1760年代にウラルまたは西シベリア地方で活動したスコモローフといわれる。この曲集には楽譜付きの全71曲が収録されており、古代スラヴ音楽の最初の楽譜本かつ本格的なブィリーナ集でもあった。
ダニーロフの曲集は、ルーシの生活風俗やエピソードを表現する合唱曲や器楽作品に役立つことになった。例えば、ブィリーナを題材にしたニコライ・リムスキー＝コルサコフのオペラ『サトコ』第4場で義勇兵士の歌「高く、高く、天高く」はこの曲集から採られたものである。

#### スコモローフの楽器

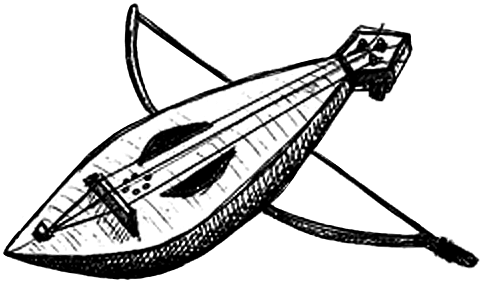
グドーク

グドーク(en)
スコモローフが最初に手にしたと考えられている弦楽器である。楕円型あるいは梨型の胴と平らな共鳴板を持ち、3弦であった。1951年-1963年の発掘調査で12世紀のものと思われるグドークが見つかっている。16世紀には種類が増え、グドーチェク、グディーシチェといったバリエーションが誕生した。

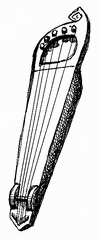
翼型グースリ

グースリ
キエフのスコモローフたちがもっとも多用したと考えられている楽器である。初期のものは、翼の形をした木製の小型の胴から「翼型」と呼ばれた。ノヴゴロドで1951 - 1962年にかけての考古学的な発掘調査によって13世紀の翼型グースリが発見されている。この型のグースリの弦は4-9本であった。14-15世紀には翼型の改良版として兜型グースリが登場した。弦の数は11-30本に増えている。16世紀になると、箱形（卓上型）グースリが製作された。

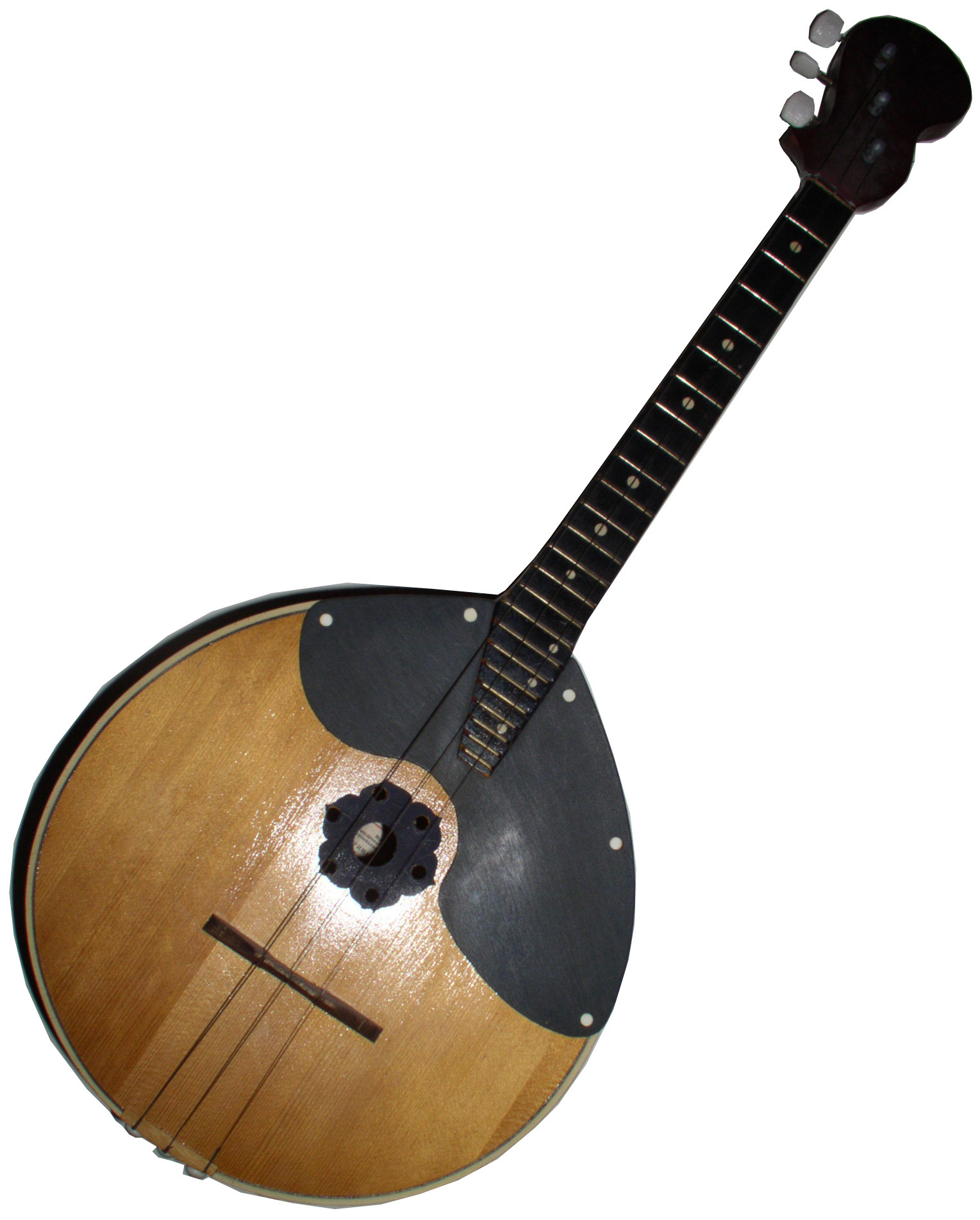
ドムラ
14世紀末から15世紀にかけて、ノヴゴロドのスコモローフたちの音楽が開花した時期に登場した楽器がドムラである。半球形の胴、短いネック、2弦を持つこの楽器は当時の実物が発見されていない。16世紀には、ドムリーシカ、バスドムラも現れた。
バラライカ
1688年のモスクワで親衛従兵の命令記録に、スコモローフがバラライカを弾いて歌っていたことが記されている。歴史上にバラライカが登場したもっとも早い時期の記録である。
このほか、フルートやソペリ・スヴィストコーヴァヤ、パンフルート、ヴォリンカ（バグパイプ）などの管楽器やブーベン（タンブリン）、ブリャチャーロ（小型のシンバル）などの打楽器も用いられ、11世紀には、すでにアンサンブルが生まれていた。キエフ大公スヴャトスラフ・ヤロスラヴィチ（en:Sviatoslav II of Kiev, 1027年 - 1076年）の宮殿では、定期的に大編成の器楽アンサンブルが民謡を題材としたレパートリーとされた。
19世紀末から20世紀にかけて、ワシーリー・アンドレーエフ（en:Vasily Vasilievich Andreyev, 1861年 - 1918年）はこれらの楽器を復元・改良し、「大ロシア・オーケストラ」（ロシア民族楽器オーケストラ）を組織した。

### 演劇など

ベラルーシのスコモローフ（1555年、ドイツのエッチング）

20世紀ソビエト連邦時代の研究者アナトーリイ・ベールキンによれば、芝居や祭りの儀礼など民衆劇を主としたレパートリーはスコモローフの中でも定住型の芸人によって演じられ、一方、放浪型の芸人はペトルーシカ（人形劇）、ラヨーク（のぞきからくり）、熊使いなど、長時間の準備を必要としない機動性を持つレパートリーを開拓していったとする。
ロシアの定住農耕民にとって大きな民俗儀礼としてクリスマス週間があり、期間中に行われる仮装やめぐり歩きなどの遊興は、後の演劇の形成に深く結びついている。スコモローフは、これをはじめとして婚礼や埋葬式など民衆の集いや遊興に中心的な役割を果たした。仮装や歌舞、演技などを通じて民衆にパロディとファルス（笑劇）の形式を与えたことで、スコモローフはロシアの笑いの文化と同時に演劇の起源をもたらした。このような演劇の際だった特徴は、見物人の直接参加がなされていたことである。スコモローフの歌や踊りが元になり、後に民衆劇場や民俗的な題材による芝居の上演が生まれた。
また、17世紀の民俗的な風刺文学『カマリンスカヤ』や『バールィニャ』は、その原典をスコモローフの芸術に見ることができる。

### 人形劇と熊使い
1630年代にドイツ人外交官アダム・オレアリウスがロシアを訪れて残したスケッチには、スコモローフたちの楽器演奏や踊りのほか指人形や熊使いが描かれており、人形劇と熊の調教はスコモローフの重要なレパートリーに組み込まれていたと見られる。ミーシカ（ミーシャ）という愛称を付けられた熊の芸はとくに人気があり、ロシアから西ヨーロッパへも伝えられた。
現代のロシアサーカスを代表する熊の芸は、スコモローフを祖先としている。スコモローフが衰退する18世紀以降、ロシア民衆の娯楽は町の見世物小屋を中心として興業されるようになり、ここからロシアの近代サーカスが誕生する。

## スコモローフ研究
音楽や演劇はもとより、ロシアのフォークロアのあらゆるジャンルの形成と発展においてスコモローフの果たした役割は絶大であった。にもかかわらず、従来のスコモローフ論は、演劇史や民俗学などの立場から側面的に触れたものが多く、スコモローフの全体像を扱った研究は少ないとされる。
19世紀半ばにベリャーエフがスコモローフと異教との関連、呪術・儀礼とのつながり、芸能の性格、民衆・教会・国家との関係などの点について基本的な問題設定を行ったのがスコモローフ研究の始まりである。このほか、アレクサンドル・ファミンツィン『ロシアにおけるスコモローフ』（1889年）、ソビエト連邦時代の研究として、アナトーリイ・ベールキン『ロシアのスコモローフ』（1975年）がある。

### スコモローフを題材にした音楽作品
- ピョートル・チャイコフスキー：劇付随音楽『雪娘』 作品12（1873年）……第14曲に「スコモローフたちの踊り」がある。
- モデスト・ムソルグスキー：『展覧会の絵』（1874年）……ムソルグスキーの友人ヴィクトル・ハルトマンの急死を悼んで作曲されたピアノ作品。第2曲「古城」の元になったとされるハルトマンの絵画には、スコモローフの影が描かれている[42]。
- ニコライ・リムスキー＝コルサコフ：歌劇『サトコ』（1898年）……ブィリーナを題材にしたオペラ作品。主人公サトコはスコモローフであり、音楽も18世紀のスコモローフといわれるキルシャ・ダニーロフの曲集から一部採用されている。
- イーゴリ・ストラヴィンスキー：バレエ音楽『狐』（1917年）……『狐、雄鶏、猫、雄羊の一口話』とも。19世紀にアレクサンドル・アファナーシェフが編纂した『ロシア民話集』を題材とするバレエ音楽。この作品で使用されたツィンバロンはグースリの響きを模しており、スコモローフの芸を想起させる[43]。また、『ペトルーシュカ』（1911年）も、中世ロシアの見世物小屋の人形劇を題材とする管弦楽作品である。

### その他
- 吟遊詩人
- サーカス
- スコモローヒ (ロックバンド)……ロシアの歌手アレクサンドル・グラツキー（1949年 -）が率いたロック・グループ（1966年 - 1976年）。グラツキーは1990年、日本の第41回NHK紅白歌合戦に出場している。 [44]
- 大道芸
- 旅芸人
- 道化師 - 宮廷道化師